# Разбиение на ортосхемы
Нерешённая гипотеза Гуго Хадвигера утверждает, что любой симплекс может быть разбит на ортосхемы, причём число ортосхем ограничено сверху функцией от размерности симплекса. Если гипотеза верна, то верно и более общее утверждение, что любой выпуклый многогранник можно разбить на ортосхемы.

## Определения и формулировка гипотезы
В этом контексте симплекс в {\displaystyle d}-мерном евклидовом пространстве — это выпуклая оболочка {\displaystyle d+1} точек, не лежащих в одной гиперплоскости. Например, 2-мерный симплекс — это просто треугольник (выпуклая оболочка трёх точек на плоскости), а 3-мерный симплекс — это тетраэдр (выпуклая оболочка четырёх точек в трёхмерном пространстве). Точки, которые образуют симплекс таким способом, называются вершинами.
Ортосхема — это симплекс специального вида. В ней существует путь по рёбрам, соединяющий все вершины, причём любые два ребра пути перпендикулярны друг другу. Двумерная ортосхема — это прямоугольный треугольник. Трёхмерную ортосхему можно построить из куба, если взять путь из трёх рёбер куба, не лежащих в одной грани, и рассмотреть выпуклую оболочку четырёх вершин, через которые проходит этот путь.

Рассечение куба на шесть ортосхем

Рассечение тела {\displaystyle S} (которое может быть любым замкнутым множеством в евклидовом пространстве) — это представление {\displaystyle S} в виде объединения других тел, внутренности которых не пересекаются. То есть  тела "не перекрываются", но могут иметь общие точки на границах. Например, куб может быть рассечён на шесть трёхмерных ортосхем. Аналогично, любой гиперкуб или гиперпрямоугольник в {\displaystyle d}-мерном пространстве может быть рассечён на {\displaystyle d!} ортосхем.
Гипотеза Хадвигера утверждает, что существует функция {\displaystyle f} такая, что любой {\displaystyle d}-мерный симплекс может быть рассечён на не более чем {\displaystyle f(d)} ортосхем. Хадвигер сформулировал эту проблему в 1956. Гипотеза на данный момент не доказана, хотя при малых значениях {\displaystyle d} получены частичные результаты.

## В пространствах малой размерности

Высота из острого угла может не рассекать треугольник, но высота из наибольшего из углов всегда рассекает треугольник на два прямоугольных треугольника

В двумерном пространстве любой треугольник можно рассечь на два прямоугольных треугольника путём опускания высоты на самую длинную сторону.
В трёхмерном пространстве некоторые тетраэдры можно рассечь аналогично. Надо опустить высоту из вершины {\displaystyle v} в точку {\displaystyle p} на противоположной грани, соединить  {\displaystyle p} со сторонами грани перпендикулярно сторонам и получить пути из трёх отрезков, перпендикулярных друг другу — от {\displaystyle v} к {\displaystyle p}, от {\displaystyle p} на сторону и затем в вершину грани . Однако это построение не всегда работает: существуют тетраэдры, для которых основание ни одной высоты не лежит на гранях тетраэдра.
Используя более сложное построение, Ленхард доказал, что любой тетраэдр можно рассечь не более чем на 12 ортосхем.
Бём доказал, что это значение оптимально — существуют тетраэдры, которые нельзя рассечь на менее чем 12 ортосхем. В той же статье Бём также обобщает результат на трёхмерную сферическую геометрию и трёхмерную гиперболическую геометрию.
В четырёхмерном пространстве требуется не более 500 ортосхем. В пятимерном пространстве также требуется конечное число ортосхем, где-то около 12,5 миллионов. Снова это применимо к сферической и гиперболической геометриям, как и к евклидовому пространству.

Гипотеза Хадвигера остаётся недоказанной для всех размерностей, больших пяти.

## Следствия
Любой выпуклый многогранник можно рассечь на симплексы. Таким образом, если гипотеза Хадвигера верна, то любой выпуклый многогранник можно также рассечь на ортосхемы.
Связанный результат — любую ортосхему можно рассечь на {\displaystyle d} или {\displaystyle d+1} меньших ортосхем. Таким образом, рассечения симплексов, допускающих разбиение на ортосхемы, могут иметь произвольно большое число ортосхем в рассечениях.